# 독일 대 사우디아라비아 (2002년 FIFA 월드컵)
2002년의 독일 대 사우디아라비아(독일어: Fußball-WM Deutschland - Saudi-Arabien 2002)는 2002년 6월 1일, 일본 삿포로의 삿포로 돔에서 열린 2002년 FIFA 월드컵의 E조 1차전 경기였다. 이 경기에서 독일이 사우디아라비아를 상대로 무려 8 – 0으로 압승을 거두어 그 동안 녹슨 전차로 불리며 저평가를 받았던 독일 축구가 여전히 건재하다는 걸 과시했다. 이것은 독일 축구 역사상 FIFA 월드컵에서 최다 점수 차 승리를 거둔 경기이기도 하며 월드컵 역사 전체로도 역대 2번째로 가장 큰 점수 차가 난 경기이기도 하다. 이 경기에서 해트트릭을 기록한 미로슬라프 클로제는 독일의 차세대 스트라이커로 성장할 가능성이 있음을 스스로 입증했다.
한편, 사우디아라비아는 졸전 끝에 8점 차 대패를 당하며 출발이 꼬여버렸고 결국 이 충격에서 헤어나오지 못하며 나머지 2경기도 모두 패배해 3전 전패로 대회를 마무리했고 골 득실에서 -12를 기록하면서 같은 3전 전패를 기록한 슬로베니아(-5), 중국(-9)보다 득실 차에서 밀리며 32개 출전국 중 32위 즉, 꼴찌를 기록하게 되고 말았다.

## 개요
독일 축구 국가대표팀과 사우디아라비아 축구 국가대표팀의 첫 번째 FIFA 월드컵 맞대결이자 2번째 A매치 맞대결이었다. 두 팀의 첫 번째 A매치 맞대결은 1998년 2월 22일에 사우디아라비아의 수도 리야드에 위치한 킹 파흐드 국제경기장에서 열렸다. 이 때 첫 번째 맞대결에선 전반 19분, 안드레아스 묄러의 선제골과 후반 27분에 터진 토마스 헬머, 후반 45분에 터진 올라프 마샬의 골을 묶어 독일이 3 – 0 완승을 거두었다. 그 때 이후로 4년 4개월 만에 월드컵 무대에서 처음으로 만나게 된 것이다.

## 경기 전 상황
1990년 FIFA 월드컵에서 서독 축구 국가대표팀이 우승을 차지하고 몇 달 후에 서독과 동독이 통일되어 독일 축구 국가대표팀이 출범하였다. 하지만 통일 후유증인지는 몰라도 통일 독일 대표팀의 성적은 썩 좋지 못했다. 1994년 FIFA 월드컵에선 조 최약체 볼리비아를 상대로 고전 끝에 1 – 0 신승을 거두었고 스페인을 상대로도 간신히 1 – 1 무승부를 거두었다. 조별리그 마지막 경기인 대한민국과의 경기에선 전반전에만 3골을 넣어 3 – 0으로 크게 앞서가며 모처럼 대승을 거두나 싶었지만 후반전에 2골을 따라잡히며 3 – 2로 고전 끝에 겨우 이겼다. 그리고 16강전에서도 벨기에를 상대로 고전을 면치 못하다가 3 – 2로 겨우 승리했고 결국 8강에서 그 대회 돌풍의 주역 불가리아에 1 – 2 역전패를 당하며 8강에 그쳤다. 그 다음 대회인 1998년 FIFA 월드컵에서도 조별리그에서는 비록 유고슬라비아와 2 – 2 무승부를 거두긴 했지만 이란과 미국을 각각 2 – 0으로 누르며 손쉽게 16강에 진출했다. 그러나 16강 상대인 멕시코를 맞아선 시종일관 고전을 면치 못하다가 2 – 1 역전승으로 간신히 8강에 올랐다. 그리고 8강에서 그 대회 돌풍의 주역 크로아티아에 무려 0 – 3으로 대패하며 또 다시 8강에 그치고 말았다. 유로의 경우 유로 1996에서는 비록 우승을 차지하며 통일 독일의 첫 국제대회 우승을 기록했으나 유로 2000에선 에리히 리베크 감독의 스위퍼형 스리백 시스템이란 구식 전술 고집으로 인해 1무 2패라는 상당히 실망스러운 성적으로 조별리그에서 탈락했다. 이로 인해 에리히 리베크 감독은 경질되었고 그 후임으로 40세의 루디 푈러 감독이 취임했다. 하지만 그 역시도 지역예선에서 잉글랜드에 1 – 5로 대패하는 수모를 겪었고 그로 인해 플레이오프로 밀려났다가 간신히 본선 진출에 성공했다. 그 때문에 세간에선 몰락을 거듭하고 있는 독일 대표팀을 '녹슨 전차'라고 부르기까지 했다.
한편, 사우디아라비아 역시 상황이 그리 좋은 편은 아니었다. 1994년 FIFA 월드컵에 처음으로 본선 진출에 성공한 사우디아라비아는 비록 네덜란드에는 패배했지만 모로코와 벨기에를 연파하며 2승 1패의 성적으로 16강 진출에 성공했다. 아시아 팀이 월드컵에서 승리를 거둔 것은 1966년 FIFA 월드컵 때 조선민주주의인민공화국 이후 28년 만의 일이었고 2라운드에 진출한 것 역시 1966년 FIFA 월드컵 때 조선민주주의인민공화국 이후 28년 만의 일이었다. 비록 16강에서 스웨덴에 1 – 3으로 패배하며 탈락하긴 했지만 전 세계에 사우디 축구의 경쟁력을 입증하기에 충분했다. 그러나 그 이후로 사우디아라비아는 세계 무대에서 썩 좋은 모습을 보여주지 못했다. 아시아 무대에서는 1996년 AFC 아시안컵 우승과 2000년 AFC 아시안컵 준우승 등으로 여전히 강자임을 입증했으나 월드컵에서는 그렇지 못했다. 1998년 FIFA 월드컵에서 사우디아라비아는 덴마크에 0 – 1, 프랑스에 0 – 4로 연달아 패배하면서 2패로 일찌감치 탈락이 확정되었고 이로 인해 카를로스 아우베르투 파헤이라 감독이 대회 도중 경질되는 수모를 겪었다. 마지막 남아프리카공화국과는 2 – 2로 비겼지만 3전 전패를 면했다는 것 외에 의의를 두기는 어려웠다. 그리고 그 이후로도 사우디아라비아는 잦은 감독 교체로 인해 매우 혼란스러운 상태였다. 이번 대회를 치르는 사우디아라비아의 나세르 알 조하르 감독 역시 대회 전에 긴급하게 사우디아라비아 축구 연맹으로부터 호출되어 감독으로 부임한 상태였다. 그 때문에 사우디아라비아의 호성적은 힘들 것이란 예측이 지배적이었다.

## 경기

### 전반전
경기가 시작되자 독일은 초반부터 사우디아라비아를 강하게 몰아붙였다. 전반 1분 만에 193cm의 장신 공격수 카르스텐 얀커가 헤더 슛으로 포문을 열었다. 그리고 전반 7분, 카르스텐 얀커가 사우디아라비아의 골망을 흔들었으나 골을 넣기 전에 얀커가 사우디아라비아의 수비수 압둘라 주브로마위에게 거친 태클을 범했기 때문에 주심 우발도 아키노는 노골을 선언했다. 그 이후로도 독일이 계속해서 일방적으로 사우디아라비아를 밀어붙이며 공격했고 사우디아라비아는 너무도 무기력한 모습을 보이며 간신히 실점을 하지 않고 버티고 있을 뿐이었다. 탄탄한 피지컬을 앞세워 밀어붙이는 독일의 맹공에 왜소한 사우디아라비아 선수들은 몸싸움에서 밀리며 계속해서 위기 상황을 허용하였다. 그러던 전반 20분, 미하엘 발락이 사우디아라비아의 좌측 진영에서 크로스를 올렸고 중앙에 있던 카르스텐 얀커가 바이시클 킥을 시도했으나 헛발질에 그치며 볼은 땅에 맞고 바운드가 되어 튀어올랐다. 이 볼을 옆에 있던 미로슬라프 클로제가 헤더 골을 터뜨리며 1 – 0으로 앞서갔다. 첫 골이 터지자 독일의 기세는 더욱 살아났고 계속해서 일방적으로 사우디아라비아를 몰아붙였다. 그리고 전반 25분, 미하엘 발락이 좌측에서 크로스를 올렸고 이를 미로슬라프 클로제가 다시 한 번 헤더로 골을 성공시키며 점수를 2 – 0으로 벌렸다. 클로제 옆에 사우디아라비아 수비수가 3명이나 있었지만 공중볼 경합을 제대로 하지 못하며 프리 헤더 찬스를 허용하였고 그대로 실점으로 이어졌다. 이 골을 성공시킨 후 클로제는 그 후로도 널리 회자되는 공중제비 골 셀레브레이션을 선보였다.
독일의 공격은 계속해서 거세졌고 사우디아라비아는 변변한 슈팅 찬스 한 번 잡아보지 못한 채 일방적으로 끌려갔다. 전반 29분에 간신히 역습 찬스를 잡아 비로소 슈팅을 한 번 날려보았으나 그리 위협적이진 못해 올리버 칸 골키퍼가 손쉽게 잡아냈다. 그리고 전반 40분, 크리스티안 치게가 전방으로 띄운 볼을 미하엘 발락이 헤더로 손쉽게 마무리 지으면서 점수는 3 – 0으로 더 벌어졌다. 전반 41분, 사우디아라비아가 다시 모처럼 역습 찬스를 잡았고 사미 알 자베르가 독일의 문전까지 쇄도하는데는 성공했지만 어이없게도 슈팅 직전에 잔디를 밟고 미끄러지면서 제대로 슈팅을 날리지 못하고 그대로 천금 같은 득점 기회를 날려버렸다. 그리고 전반 추가시간 1분에 사우디아라비아 우측 진영에서 토르스텐 프링스가 전방으로 볼을 띄웠고 사우디아라비아의 센터백 레다 투카르가 걷어내기 시도를 했으나 볼 처리를 제대로 하지 못하며 그대로 카르스텐 얀커의 발 앞으로 굴러갔다. 얀커는 그대로 오른발 논스톱 슛을 날렸고 볼이 사우디아라비아의 모하메드 알-데아예아 골키퍼의 가랑이 사이로 파고들며 골문 안으로 빨려들어가 점수를 4 – 0으로 벌렸다. 그렇게 전반전 경기는 독일의 일방적인 페이스로 흘러갔고 4 – 0으로 전반전을 마쳤다.

### 후반전
후반전에도 계속해서 독일이 주도권을 쥐고 일방적으로 경기를 이끌어갔고 사우디아라비아 선수들은 계속해서 무기력한 모습을 보였다. 독일의 루디 푈러 감독은 하프 타임 때 센터백 카르스텐 라멜로프를 빼고 미드필더 옌스 예레미스를 투입해 3-5-2 포메이션에서 4-4-2 포메이션으로 전환해 더욱 공세를 높였다. 한편, 사우디아라비아의 나세르 알 조하르 감독 또한 하프 타임 때 2명의 선수 교체를 단행하며 분위기 반전을 꾀했으나 효과는 신통치 않았다. 독일은 후반전 들어서도 공격의 끈을 놓지 않았으나 마무리에서 살짝살짝 아쉬운 모습을 보이며 후반 초반에 득점 기회를 여러 차례 날렸다. 후반 21분, 루디 푈러 감독은 카르스텐 얀커를 빼고 올리버 비어호프를 투입했다. 독일의 맹공이 이어지던 가운데 후반 25분, 베른트 슈나이더가 사우디아라비아의 우측 진영에서 중앙으로 크로스를 올렸고 이걸 미로슬라프 클로제가 헤더로 다시 한 번 추가골을 터뜨리며 스코어를 5 – 0으로 벌렸다. 이로서 클로제는 본인의 월드컵 데뷔전에서 해트트릭을 기록해 앞으로 자신이 전차군단의 차세대 스트라이커가 될 것이란 점을 전세계 축구팬들에게 제대로 각인시켰다. 이 장면에서도 페널티 에어리어에 사우디아라비아 수비수들이 3명이 있었으나 어느 누구도 클로제를 제대로 마크하지 못하며 또 다시 프리 헤더 찬스를 안겨주었다.
그리고 불과 3분 후 독일의 코너킥 찬스에서 크리스티안 치게가 올린 코너킥을 공격에 가담한 센터백 토마스 링케가 헤더로 또 추가골을 터뜨리며 스코어는 6 – 0으로 벌어졌다. 이 장면에서도 사우디아라비아 선수들은 독일 선수들에게 공중전에서 맥없이 밀리는 모습을 보였고 이는 곧 실점으로 이어졌다. 후반 31분, 루디 푈러 감독은 해트트릭을 기록한 클로제를 빼고 올리버 뇌빌을 투입해 체력 안배에 나섰고 사우디아라비아의 나세르 알 조하르 감독 또한 어떻게든 1골을 넣겠다고 공격수를 교체했다. 그렇게 양 팀 모두 3장의 교체 카드를 소진했다. 그러나 사우디아라비아는 계속해서 제대로 된 공격 찬스를 잡아보지 못하고 끌려다녔으며 모처럼 얻은 공격 찬스에서도 부정확한 슈팅을 날리며 전혀 독일에 위협을 주지 못했다. 그리고 후반 39분, 베른트 슈나이더의 킬 패스를 받은 올리버 비어호프가 사우디아라비아 센터백 사이를 파고들며 중거리슛을 날렸고 이 역시 그대로 골문으로 향하며 스코어는 7 – 0으로 벌어졌다. 이 장면에서도 사우디아라비아 수비수들은 너무 지나치게 앞쪽으로 나와서 배후 공간을 그대로 노출했고 주력에서도 독일 선수들에게 밀리는 모습을 보였다. 또 서로 간의 호흡도 맞지 않는 모습을 보였다.
후반 40분, 사우디아라비아가 다시 한 번 모처럼 좋은 공격 찬스를 잡았고 독일 진영 페널티 에어리어 좌측 외곽 지역에서 강력한 왼발 중거리슛을 날렸으나 허공으로 높이 떠 버리며 득점에 실패했다. 하지만 그 장면을 제외하면 계속해서 독일의 일방적인 공세가 이어졌고 사우디아라비아 선수들은 수비에만 급급했다. 그리고 후반 추가시간 1분, 독일의 역습 찬스에서 사우디아라비아의 미드필더 모하메드 누르가 베른트 슈나이더를 향해 거친 파울을 범해 경고를 받았고 페널티 에어리어 외곽 지역에서 프리킥 찬스를 허용했다. 그리고 이 프리킥 찬스에서 킥커 베른트 슈나이더가 깔끔하게 성공시키며 점수는 8 – 0으로 벌어졌다. 그리고 2분 후 경기가 종료되면서 독일의 8 – 0 대승으로 마무리되었다. 앞서 열린 아일랜드와 카메룬의 경기에서 두 팀이 1 – 1로 비긴 덕분에 독일은 단숨에 조 1위로 올랐다. 반면, 사우디아라비아는 이 경기에서의 졸전으로 금세 탈락 위기에 몰렸다. 1패를 안은 팀이 얻을 수 있는 최대의 성적은 2승 1패이고 그 다음이 1승 1무 1패이다. 1승 1무 1패는 16강에 진출할 수도 있고 탈락할 수도 있는 성적인데 문제는 사우디아라비아가 이 경기에서의 졸전으로 득실 차가 무려 -8이나 되는 바람에 1승 1무 1패로는 탈락할 수밖에 없다. 그러므로 남은 2경기를 모두 이겨야만 하는 부담스러운 상황이 된 것이다.

### 상세 정보
| 독일                                                                                      | 8 – 0  | 사우디아라비아 |
| ----------------------------------------------------------------------------------------- | ------ | -------------- |
| 클로제 20′, 25′, 70′ · 발라크 40′ · 양커 45+1′ · 링케 73′ · 비어호프 84′ · 슈나이더 90+1′ | 리포트 |                |

| 독일 | 사우디아라비아 |

| GK         | 1  | 올리버 칸 (주장)  |     |     |
| CB         | 2  | 토마스 링케       |     |     |
| CB         | 5  | 카르스텐 라멜로프 |     | 46′ |
| CB         | 21 | 크리스토프 메첼더 |     |     |
| RM         | 22 | 토르스텐 프링스   |     |     |
| CM         | 19 | 베른트 슈나이더   |     |     |
| CM         | 8  | 디트마어 하만     | 83′ |     |
| LM         | 6  | 크리스티안 치게   | 43′ |     |
| AM         | 13 | 미하엘 발라크     |     |     |
| CF         | 11 | 미로슬라프 클로제 |     | 76′ |
| CF         | 9  | 카르스텐 양커     |     | 67′ |
| 교체 선수: |    |                   |     |     |
| MF         | 16 | 옌스 예레미스     |     | 46′ |
| FW         | 20 | 올리버 비어호프   |     | 67′ |
| FW         | 7  | 올리버 뇌빌       |     | 76′ |
| 감독:      |    |                   |     |     |
| 루디 푈러  |    |                   |     |     |

| GK               | 1  | 모하메드 알-데아예아  |       |     |
| RB               | 12 | 아메드 도히 알-도사리 |       |     |
| CB               | 3  | 레다 투카르           |       |     |
| CB               | 4  | 압둘라 주브로마위     |       |     |
| LB               | 13 | 후세인 술라이마니     |       |     |
| RM               | 8  | 모하메드 누르         | 90+1′ |     |
| CM               | 16 | 하미스 알-도사리      |       | 46′ |
| CM               | 17 | 압둘라 알-와히드      |       |     |
| LM               | 18 | 나와프 알-테미아트    |       | 46′ |
| CF               | 9  | 사미 알-자베르 (주장) |       |     |
| CF               | 20 | 알 하산 알-야미       |       | 77′ |
| 교체 선수:       |    |                       |       |     |
| MF               | 7  | 이브라힘 알-샤라니    |       | 46′ |
| MF               | 14 | 압둘라지즈 카트란     |       | 46′ |
| FW               | 15 | 압둘라 주만 알-도사리 |       | 77′ |
| 감독:            |    |                       |       |     |
| 나세르 알-조하르 |    |                       |       |     |

| 최우수 선수: 미로슬라프 클로제 (독일) 부심: 미겔 히아코무시 (파라과이) 마이클 라구나트 (트리니다드 토바고) 대기심: 레네 오르투베 (볼리비아) |

### 통계
| 통계       | 독일 | 사우디아라비아 |
| ---------- | ---- | -------------- |
| 득점       | 8    | 0              |
| 슛         | 26   | 3              |
| 유효슛     | 14   | 1              |
| 점유율     | 53%  | 47%            |
| 코너킥     | 10   | 1              |
| 프리킥     | 2    | 0              |
| 페널티킥   | 0    | 0              |
| 반칙       | 22   | 11             |
| 오프사이드 | 4    | 2              |
| 경고       | 2    | 1              |
| 퇴장       | 0    | 0              |

## 경기 이후

### 독일
이 경기에서 독일은 무려 8점 차 대승을 거두며 자신들의 건재함을 증명했지만 이 경기에서 온 힘을 다 쏟아서 그런지 그 이후부터는 별로 인상적인 모습을 보여주진 못했다. 6월 5일, 이바라키 현립 가시마 사커 스타디움에서 열린 아일랜드와의 2차전에선 전반 19분에 미로슬라프 클로제의 헤더 선제골로 1 – 0으로 앞서 나갔으나 그 이후로 좀처럼 아일랜드의 골문을 열지 못하며 고전했다. 오히려 아일랜드가 번뜩이는 역습으로 더 인상적인 모습을 보여주었다. 수문장 올리버 칸의 맹활약으로 간신히 실점을 하지 않고 버텼으나 결국 종료 직전에 로비 킨에게 동점골을 허용하며 1 – 1 무승부를 거두었다. 2차전에서 16강 진출을 확정짓지 못한 독일은 3차전에서 반드시 카메룬을 이겨야만 했다. 6월 11일, 시즈오카 스타디움에서 열린 카메룬과의 경기에서 독일과 카메룬은 매우 눈살을 찌푸리게 하는 경기를 펼쳤다. 양 팀 모두 각각 8장의 경고를 받아 도합 16장의 옐로 카드가 나왔고 그 중 독일의 센터백 카르스텐 라멜로프가 전반 40분에 경고 2회로 퇴장을 당했고 후반 8분에 교체 투입된 카메룬의 공격수 파트리크 수포도 교체 투입되고 불과 7분 만에 경고를 하나 받더니 12분 뒤에 또 경고를 받아 역시 경고 2회로 퇴장을 당했다. 그 정도로 두 팀 모두 격투기 수준의 질 낮은 싸움판 경기를 했다. 결국 독일은 후반 5분, 마르코 보데의 기습적인 슈팅을 통한 선제골과 미로슬라프 클로제의 헤더 쐐기골로 간신히 2 – 0 승리를 거두며 조 1위로 16강 진출에 성공했다.
16강 진출에 성공한 독일은 일본에서 한국으로 이동해 토너먼트 경기를 치렀다. 16강 상대는 바로 B조 2위 파라과이였다. 6월 15일, 제주특별자치도 서귀포시의 제주월드컵경기장에서 열린 이 경기에서 독일은 그 전 경기 카메룬과의 경기에서 경고를 너무 많이 받은 탓인지 매우 소극적인 경기를 했고 파라과이 역시 인상적인 모습을 보여주지 못하며 두 팀 모두 지루하고 맥빠지는 경기를 했다. 경기는 후반 43분에 터진 올리버 노이빌레의 결승골로 독일이 1 – 0으로 승리하긴 했으나 워낙 경기 내용이 졸전에 가까운 탓에 관중석의 관중들이 경기를 보다 꾸벅꾸벅 조는 모습이 카메라에 비쳤다. 오죽했으면 독일 축구에 각별한 애정을 갖고 있는 것으로 유명한 차범근 당시 MBC 해설위원이 이 경기를 보고 "내가 지금까지 본 독일 대표팀 경기중 최악의 경기였다."고 소감을 밝혔을 정도였다. 그러자 루디 푈러 독일 대표팀 감독은 "판단력이 떨어지는 차 감독의 평가에 대해 우리는 개의치 않을 것이다. 이제 와서 하는 말이지만 독일 프로팀 바이어 04 레버쿠젠에서 선수생활을 했던 차 감독이 당시에 아스피린을 과용했다."며 차범근의 이같은 혹평에 불쾌감을 표시했다.
8강 진출에 성공한 독일은 울산광역시로 이동해 6월 21일, 울산문수축구경기장에서 미국과 8강전을 치렀다. 2002년 당시에 한국 내에선 월드컵이 열리기 몇 달 전에 있었던 2002년 솔트레이크시티 동계 올림픽에서 한국의 쇼트트랙 선수 김동성이 미국의 아폴로 안톤 오노의 헐리우드 액션으로 인해 억울하게 금메달을 빼앗긴 것과 월드컵 기간 중에 있었던 이른바 미선이 효순이 사건으로 인해 반미 여론이 극에 달해 있었다. 그리하여 경기장을 찾은 한국인 관중들은 거의 일방적으로 독일을 응원하다시피 했다. 그러나 독일은 미국을 상대로도 상당히 고전을 면치 못했다. 전반 39분에 미하엘 발라크의 선제골로 앞서 나가긴 했지만 경기 주도권은 대체로 미국이 쥐고 있었고 독일은 미국의 거센 공격에 수비하기에 급급했으며 수문장 올리버 칸의 맹활약으로 간신히 위기를 넘겼다. 그런 와중에 독일은 결정적인 오심의 수혜를 입었다. 후반 5분, 오른쪽 코너킥을 얻은 미국은 클라우디오 레이나가 킥을 했고 골지역 오른쪽 모서리 부근에서 에디 포프가 공을 머리에 맞춰 뒤쪽으로 흘려주었다. 순간 독일 수비수는 보이지 않았고 미국의 그레그 버홀터가 뛰어들며 왼발을 뻗어 발리 슛을 날렸다. 독일의 수문장 올리버 칸의 손에 살짝 스친 공이 그대로 골문으로 빨려들어가는 듯 했는데 골포스트에 붙어 서있던 독일의 수비수 토르스텐 프링스의 왼팔에 공이 맞고 앞쪽으로 튀어나갔고 쓰러지던 올리버 칸이 얼른 흘러나온 공을 품에 안고 몸을 웅크렸다. 이에 미국 선수들은 공이 골 라인을 통과한 후에 골키퍼가 선방했다며 골이라고 항의했지만 당시 주심이었던 스코틀랜드 국적의 휴 댈러스는 노골이라고 선언하며 항의를 받아들이지 않았고 토르스텐 프링스의 핸드볼 파울도 고의성이 없다고 판단하여 미국에 페널티킥을 주지도 않았다. 결국, 전반 39분에 터진 미하엘 발라크의 선제골을 끝까지 잘 지킨 독일이 1 – 0으로 승리했다. 1990년 FIFA 월드컵 이후 12년 만에 4강 진출에 성공한 것이고 서독과 동독이 통일된 이후 처음으로 4강 진출에 성공한 것이다.
독일의 4강 상대는 개최국이자 이 대회 돌풍의 주역이었던 대한민국이었다. 6월 25일, 서울특별시 마포구 상암동에 위치한 서울월드컵경기장에서 운명의 4강전이 열렸다. 당시 개최국인 대한민국은 조별리그 3차전부터 포르투갈, 이탈리아, 스페인이라는 유럽 강호들이자 당시 우승후보로 꼽혔던 상대들과 연달아 악전고투를 벌였고 토너먼트에선 연장전과 승부차기까지 치르는 힘겨운 경기를 치러 4강까지 올랐다. 또 일정 상으로도 가장 마지막 날에 경기를 치른 탓에 회복을 위한 텀이 짧아서 체력적으로 매우 지친 상태였다. 반면, 독일은 4강에 오르기까지 비교적 수월한 상대들을 만난 데다 일정 상으로도 가장 먼저 경기를 치른 탓에 한국보다 며칠 씩 휴식 이득을 본 상태였다. 그럼에도 불구하고 한국은 독일을 맞아 선전했고 독일은 지칠대로 지친 한국을 상대로도 고전을 면치 못했다. 그러다 후반 30분에 체력적으로 지친 한국이 결정적인 수비 실책을 했고 그 틈을 놓치지 않은 미하엘 발라크가 결승골을 터뜨려 1 – 0으로 제압하는데 성공했다. 사실 이 경기에서 독일은 어느 정도 심판의 판정 이득도 봤다. 이 경기 주심은 위르스 마이어라는 스위스 사람이었는데 성씨를 보면 알 수 있듯이 독일계 스위스인이었다. 그 덕분인지는 몰라도 이전까지 독일은 각 경기 20개 이상 파울을 했지만, 이 경기에선 독일이 12개, 한국이 19개를 기록했다. 이에 당시 대한축구협회 회장이었던 정몽준이 제프 블래터 FIFA 회장에게 이 점을 문제삼았다고 말한 적이 있다고 한다. 그리하여 독일은 1990년 FIFA 월드컵 이후 12년 만에 결승 진출에 성공하였고 서독과 동독이 통일된 이후 처음으로 결승 진출에 성공했다.
결승 진출에 성공한 독일은 다시 한국에서 일본으로 이동했고 6월 30일, 요코하마 국제 종합경기장에서 브라질과 우승컵을 놓고 맞대결을 펼쳤다. 독일과 브라질이 월드컵 무대에서 맞붙은 것은 의외로 이번이 처음이었다. 그러나 독일은 4강전 한국과의 경기에서 토너먼트에서 맹활약을 했던 미하엘 발라크가 경고를 받아 경고 누적으로 나오지 못하게 되는 불운을 겪었다. 설상가상으로 조별리그에서 5골을 넣으며 맹활약을 했던 신예 스트라이커 미로슬라프 클로제는 토너먼트에 들어선 이후부터는 1골도 넣지 못하며 부진한 모습을 보이고 있었다. 전반전 45분 동안은 수문장 올리버 칸의 맹활약으로 무실점으로 잘 버텼으나 결국 후반 22분과 34분에 호나우두에게 연달아 실점을 하며 0 – 2로 패배하여 준우승에 그치고 말았다. 하지만 그 동안 녹슨 전차로 불리며 국내외적으로 저평가를 받았던 팀이었는데도 준우승을 차지한 것만으로도 기대 이상의 성과였다. 물론 경기 내용 상으로는 사우디아라비아전을 제외하면 썩 만족스러운 경기는 아니었고 또 대진표에서 상당히 운이 많이 따라주긴 했지만 준우승이란 성적은 나름대로 침체를 겪던 독일 축구에 있어서 터닝 포인트가 되어준 것이었다.

### 사우디아라비아
한편, 사우디아라비아는 대패의 충격에서 벗어나지 못한 모습을 보였다. 1차전에서 8점 차 대패를 당해 순식간에 골 득실이 -8까지 떨어진 사우디아라비아로선 16강에 가려면 무조건 남은 2경기를 이기고 봐야 했다. 그러나 6월 6일에 사이타마 스타디움 2002에서 열린 카메룬과의 2차전에서도 사우디아라비아는 무기력한 모습을 보인 끝에 후반 21분, 사무엘 에투에게 결승골을 허용하며 또 0 – 1로 패배해 결국 2경기만에 탈락이 확정되고 말았다. 6월 11일 요코하마 국제 종합경기장에서 열린 아일랜드와의 경기에선 볼 점유율도 아일랜드보다 더 높았고 이전 2경기에 비해 좀 더 의욕적이고 공격적인 모습을 보여주었지만 골 결정력에서 미흡함을 드러냈고 오히려 아일랜드의 역습에 잇달아 실점하며 0 – 3으로 대패해 결국 3전 전패, 무득점 12실점으로 대회를 마치고 말았다. 여태껏 사우디아라비아가 월드컵 무대에서 무득점으로 대회를 마친 것은 이 대회가 처음이었다. 
2002년 대회에서 조별리그 3경기 동안 3전 전패를 기록한 팀은 사우디아라비아와 더불어 슬로베니아, 중국까지 총 3팀이 있었다. 그러나 슬로베니아는 1991년에 유고슬라비아 연방이 해체된 이후 처음 월드컵 무대를 밟은 팀이었고 중국 역시 이번에야 처음으로 본선에 올라온 팀이었다. 그러므로 3전 전패를 당한다고 해서 결코 부끄러운 일이라고 할 수만은 없다. 반면, 사우디아라비아는 이미 이전에 2번이나 월드컵 무대를 경험했고 그 중 1번은 16강 진출도 했던 팀이었다. 그런 팀이 이런 신규 출전국들과 같은 성적을 거둔 것이다. 그나마도 골 득실을 비교하면 슬로베니아는 2득점 7실점으로 -5를 기록했고 중국은 무득점 9실점으로 -9를 기록했다. 그러나 사우디아라비아는 무득점 12실점으로 -12였다. 즉, 3팀 중에서 가장 나쁜 성적을 기록한 셈이었다.  그리하여 사우디아라비아는 32개 출전국 가운데 32위 즉, 꼴찌를 차지하게 되었다.
이 경기가 열린 지 약 16년이 지난 2018년 6월 9일에는 독일의 바이아레나에서 독일과 사우디아라비아의 친선 경기가 열림으로서 양국은 약 16년 만에 재회하게 되었다. 이 친선 경기에서 사우디아라비아는 전반 8분에 티모 베르너에게 선제골을 내주고, 43분에 오마르 하우사위가 자책골을 넣어 0 – 2로 뒤진 상태로 전반전을 마쳤다. 후반에는 39분에 타이시르 알자심이 만회골을 넣었지만 거기까지였고, 사우디아라비아는 결국 1 – 2로 석패해, 독일을 상대로 첫 승리를 거두는 데는 실패했다.

## 같이 보기
- 네덜란드 대 대한민국 (1998년 FIFA 월드컵)
- 포르투갈 대 조선민주주의인민공화국 (2010년 FIFA 월드컵)
- 스페인 대 네덜란드 (2014년 FIFA 월드컵)
- 브라질 대 독일 (2014년 FIFA 월드컵)

### 내용주
1. ↑  그것도 전반 37분에 경고를 받은 후 불과 3분 만에 또 경고를 받아 퇴장당한 것이다.
2. ↑   그리고 2018년 카잔의 기적 당시에도 주심은 또 독일계 미국인인 마크 가이거가 맡았다. 유독 한국은 독일과의 경기에서 2번이나 불리한 심판 배정을 받았다.
3. ↑   참고로 이 때 카메룬이 거둔 승리는 8강 신화를 달성했던 1990년 FIFA 월드컵 이후 12년 만에 거둔 승리이자 2018년까지 월드컵에서 거둔 마지막 승리였다. 카메룬의 월드컵 전적은 4승 7무 12패인데 8강 신화를 달성했던 1990년 FIFA 월드컵에 3승을 거두었던 걸 제외하면 이 대회에서 사우디아라비아를 1 – 0으로 이긴 것이 카메룬이 거둔 유일한 승리였다.

### 참고주
1. ↑  “2002 한일 월드컵 공식 홈페이지 (독일 8-0 사우디아라비아 통계자료)”. 2005년 1월 23일에 원본 문서에서 보존된 문서. 2005년 1월 23일에 확인함.
2. ↑  송병승 (2002년 6월 18일). “<월드컵> 푀일러 獨감독, 차감독에 불편한 심기 표명”. 《연합뉴스》. 2018년 11월 9일에 확인함.
3. ↑  “<월드컵> 독일 8강 이끈 프링스와 칸의 `신의 손'”. 《연합뉴스》. 2002년 6월 21일. 2018년 11월 9일에 확인함.
4. ↑  “[필진] 2002월드컵 한국-독일전 심판은 독일인?”. 《한겨레》. 2006년 4월 20일. 2018년 11월 10일에 원본 문서에서 보존된 문서. 2018년 11월 9일에 확인함.
5. ↑  유현태 (2018년 6월 9일). “찜찜한 승리…독일, 사우디 2-1로 힘겹게 제압”. 《스포티비뉴스》. 2018년 11월 11일에 원본 문서에서 보존된 문서. 2018년 11월 11일에 확인함.